# Kanotsport vid olympiska sommarspelen 2016
Kanotsport vid olympiska sommarspelen 2016 avgjordes i Rio de Janeiro i Brasilien. Totalt 16 grenar fanns på programmet.

## Program
| H | Heats | ½ | Semifinal | F | Final |

| Gren↓/Datum → | Sön 7 | Mån 8 | Tis 9 | Tis 9 | Ons 10 | Ons 10 | Tor 11 | Tor 11 |
| ------------- | ----- | ----- | ----- | ----- | ------ | ------ | ------ | ------ |
| Herrarnas C-1 | H     |       | ½     | F     |        |        |        |        |
| Herrarnas C-2 |       | H     |       |       |        |        | ½      | F      |
| Herrarnas K-1 | H     |       |       |       | ½      | F      |        |        |
| Damernas K-1  |       | H     |       |       |        |        | ½      | F      |

| Gren↓/Datum →        | Mån 15 | Mån 15 | Tis 16 | Ons 17 | Ons 17 | Tor 18 | Fre 19 | Fre 19 | Lör 20 |
| -------------------- | ------ | ------ | ------ | ------ | ------ | ------ | ------ | ------ | ------ |
| Herrarnas C-1 200 m  |        |        |        | H      | ½      | F      |        |        |        |
| Herrarnas C-1 1000 m | H      | ½      | F      |        |        |        |        |        |        |
| Herrarnas C-2 1000 m |        |        |        |        |        |        | H      | ½      | F      |
| Herrarnas K-1 200 m  |        |        |        |        |        |        | H      | ½      | F      |
| Herrarnas K-1 1000 m | H      | ½      | F      |        |        |        |        |        |        |
| Herrarnas K-2 200 m  |        |        |        | H      | ½      | F      |        |        |        |
| Herrarnas K-2 1000 m |        |        |        | H      | ½      | F      |        |        |        |
| Herrarnas K-4 1000 m |        |        |        |        |        |        | H      | ½      | F      |
| Damernas K-1 200 m   | H      | ½      | F      |        |        |        |        |        |        |
| Damernas K-1 500 m   |        |        |        | H      | ½      | F      |        |        |        |
| Damernas K-2 500 m   | H      | ½      | F      |        |        |        |        |        |        |
| Damernas K-4 1000 m  |        |        |        |        |        |        | H      | ½      | F      |

## Medaljsammanfattning
| Sprint                           | Guld                                                                | Silver                                                                  | Brons                                                                          |
| Damernas K-1 200 m Detaljer...   | Lisa Carrington Nya Zeeland                                         | Marta Walczykiewicz Polen                                               | Inna Osypenko-Radomska Azerbajdzjan                                            |
| Damernas K-1 500 m Detaljer...   | Danuta Kozák Ungern                                                 | Emma Jørgensen Danmark                                                  | Lisa Carrington Nya Zeeland                                                    |
| Damernas K-2 500 m Detaljer...   | Gabriella Szabó, Danuta Kozák Ungern                                | Franziska Weber, Tina Dietze Tyskland                                   | Karolina Naja, Beata Mikołajczyk Polen                                         |
| Damernas K-4 500 m Detaljer...   | Ungern Gabriella Szabó Danuta Kozák Tamara Csipes Krisztina Fazekas | Tyskland Sabrina Hering Franziska Weber Steffi Kriegerstein Tina Dietze | Belarus Marharyta Machneva Nadzeja Liapesjka Volha Chudzenka Maryna Litvintjuk |
| Herrarnas C-1 200 m Detaljer...  | Jurij Tjeban Ukraina                                                | Valentin Demyanenko Azerbajdzjan                                        | Isaquias Queiroz Brasilien                                                     |
| Herrarnas C-1 1000 m Detaljer... | Sebastian Brendel Tyskland                                          | Isaquias Queiroz Brasilien                                              | Ilja Sjtokalov Ryssland                                                        |
| Herrarnas C-2 1000 m Detaljer... | Sebastian Brendel, Jan Vandrey Tyskland                             | Isaquias Queiroz, Erlon Silva Brasilien                                 | Dmytro Iantjuk, Taras Misjtjuk Ukraina                                         |
| Herrarnas K-1 200 m Detaljer...  | Liam Heath Storbritannien                                           | Maxime Beaumont Frankrike                                               | Saúl Craviotto Spanien Ronald Rauhe Tyskland                                   |
| Herrarnas K-1 1000 m Detaljer... | Marcus Walz Spanien                                                 | Josef Dostál Tjeckien                                                   | Roman Anosjkin Ryssland                                                        |
| Herrarnas K-2 200 m Detaljer...  | Saúl Craviotto, Cristian Toro Spanien                               | Liam Heath, Jon Schofield Storbritannien                                | Aurimas Lankas, Edvinas Ramanauskas Litauen                                    |
| Herrarnas K-2 1000 m Detaljer... | Max Rendschmidt, Marcus Gross Tyskland                              | Marko Tomićević, Milenko Zorić Serbien                                  | Ken Wallace, Lachlan Tame Australien                                           |
| Herrarnas K-4 1000 m Detaljer... | Tyskland Max Rendschmidt Tom Liebscher Max Hoff Marcus Gross        | Slovakien Denis Myšák Erik Vlček Juraj Tarr Tibor Linka                 | Tjeckien Daniel Havel Lukáš Trefil Josef Dostál Jan Štěrba                     |

| Slalom                    | Guld                                      | Silver                                          | Brons                                     |
| Damernas K-1 Detaljer...  | Maialen Chourraut Spanien                 | Luuka Jones Nya Zeeland                         | Jessica Fox Australien                    |
| Herrarnas K-1 Detaljer... | Joseph Clarke Storbritannien              | Peter Kauzer Slovenien                          | Jiří Prskavec Tjeckien                    |
| Herrarnas C-1 Detaljer... | Denis Gargaud Chanut Frankrike            | Matej Beňuš Slovakien                           | Takuya Haneda Japan                       |
| Herrarnas C-2 Detaljer... | Ladislav Škantár, Peter Škantár Slovakien | David Florence, Richard Hounslow Storbritannien | Gauthier Klauss, Matthieu Péché Frankrike |

Denna tabell: visa • redigera

## Dopning
Moldaven Serghei Tarnovschi tog brons i klassen C1 1000 meter men den 19 augusti avslöjades att Taranovschi åkt fast i ett dopingtest och fråntogs bronsmedaljen. Bronset tillföll istället Ilja Sjtokalov från Ryssland.

## Medaljtabell
| Pl.    | Nation         | Guld | Silver | Brons | Totalt |
| ------ | -------------- | ---- | ------ | ----- | ------ |
| 1      | Tyskland       | 4    | 2      | 1     | 7      |
| 2      | Spanien        | 3    | 0      | 1     | 4      |
| 3      | Ungern         | 3    | 0      | 0     | 3      |
| 4      | Storbritannien | 2    | 2      | 0     | 4      |
| 5      | Slovakien      | 1    | 2      | 0     | 3      |
| 6      | Frankrike      | 1    | 1      | 1     | 3      |
| 6      | Nya Zeeland    | 1    | 1      | 1     | 3      |
| 8      | Ukraina        | 1    | 0      | 1     | 2      |
| 9      | Brasilien      | 0    | 2      | 1     | 3      |
| 10     | Tjeckien       | 0    | 1      | 2     | 3      |
| 11     | Azerbajdzjan   | 0    | 1      | 1     | 2      |
| 11     | Polen          | 0    | 1      | 1     | 2      |
| 13     | Danmark        | 0    | 1      | 0     | 1      |
| 13     | Serbien        | 0    | 1      | 0     | 1      |
| 13     | Slovenien      | 0    | 1      | 0     | 1      |
| 16     | Australien     | 0    | 0      | 2     | 2      |
| 16     | Ryssland       | 0    | 0      | 2     | 2      |
| 18     | Belarus        | 0    | 0      | 1     | 1      |
| 18     | Japan          | 0    | 0      | 1     | 1      |
| 18     | Litauen        | 0    | 0      | 1     | 1      |
| Totalt | Totalt         | 16   | 16     | 17    | 49     |

### Fotnoter
1. ↑  ”Rodd” (på engelska). februari 2014. Arkiverad från originalet den 24 januari 2016. https://web.archive.org/web/20160124215835/http://canoeing.by/pics/files/RIO2016/Rio_2016_Qualification_System_FINAL_Canoe_Sprint.pdf. Läst 22 januari 2016.
2. 1 2  ”Rio 2016: Ticket Guide – Search for Sessions”. Rio 2016. Arkiverad från originalet den 9 september 2015. https://web.archive.org/web/20150909132338/https://ingressos.rio2016.com/rio2016.html?affiliate=OGR&doc=search&fun=search&action=filter. Läst 5 april 2015.
3. ↑  Canoe Sprint Women's Kayak Single 200m (engelska)
4. ↑  Canoe Sprint Women's Kayak Single 500m (engelska)
5. ↑  Canoe Sprint Women's Kayak Double 500m (engelska)
6. ↑  Canoe Sprint Women's Kayak Four 500m (engelska)
7. ↑  Canoe Sprint Men's Canoe Single 200m (engelska)
8. ↑  Canoe Sprint Men's Canoe Single 1000m (engelska)
9. ↑  Canoe Sprint Men's Canoe Double 1000m (engelska)
10. ↑  Canoe Sprint Men's Kayak Single 200m (engelska)
11. ↑  Canoe Sprint Men's Kayak Single 1000m (engelska)
12. ↑  Canoe Sprint Men's Kayak Double 200m (engelska)
13. ↑  Canoe Sprint Men's Kayak Double 1000m (engelska)
14. ↑  Canoe Sprint Men's Kayak Four 1000m (engelska)
15. ↑  Canoe Slalom Kayak Single (K1) Women (engelska)
16. ↑  Canoe Slalom Kayak Single (K1) Men (engelska)
17. ↑  Canoe Slalom Canoe Single (C1) Men (engelska)
18. ↑  Canoe Slalom Canoe Double (C2) Men (engelska)
19. ↑  ”Dopad kanotist blir av med OS-brons”. Sydsvenskan. 19 augusti 2016. http://www.sydsvenskan.se/2016-08-19/dopad-kanotist-blir-av-med-os-brons. Läst 19 augusti 2016.